# 잔니 아녤리
잔니 아녤리(Gianni Agnelli)로 잘 알려진 조반니 아녤리(Giovanni Agnelli, 1921년 3월 12일 ~ 2003년 2월 24일)는 이탈리아의 자동차 회사 피아트의 창업자의 조반니 아녤리의 손자이다. 아녤리는 이탈리아 현대사에서 가장 큰 부자로, 그의 기업들은 이탈리아 GDP의 4.4%, R&D의 16.5%, 산업 노동자 고용의 3.1%를 차지했다. 이탈리아 현대사에서 가장 중요한 인물 중 한 명이자 유명인사였던 그는 변호사(L’Avvocato), 이탈리아의 왕, 리비에라의 탕아로 알려졌다.
아녤리는 정치, 스포츠, 예술에도 관심이 많아 적극적으로 관여했다. 그는 1967년 이탈리아 공화국 공로장을 수여받고, 1991년 이탈리아 상원의 종신의원으로 지명됐다. 유벤투스 FC와 스쿠데리아 페라리의 구단주로서 두 팀의 국제적인 성공을 거두도록 지원했다. 아녤리는 세련되면서도 파격적인 패션 감각으로 유명해, 패션 잡지 에스콰이어가 2007년 역사상 최고의 패션 아이콘 중 한 명으로 선정하기도 했다. 그의 사망 후 경영권은 외손자인 존 엘칸에게 상속되었다.

## 생애

### 출생과 성장
잔니 아녤리는 1921년 사업가 에도아르도 아녤리와 귀족 가문 출신의 비르지니아 부르본 델 몬테 사이에서 태어났다. 그의 이름은 할아버지이자 피아트의 창업주인 조반니 아녤리의 이름에서 따왔다. 할아버지와 이름을 구분하기 위해서 잔니라고 불렸다. 일곱 자녀들 중 첫째였던 부유한 환경에서 자랐다.
14살 때 아버지가 비행기 사고로 사망하자 아녤리 가문의 재산을 물려받게 되었다. 할아버지 밑에서 그는 사업가로서 기술을 배웠다. 1938년 미국을 방문해 현대적인 모습과 빠른 속도에 깊은 인상을 받았다. 이 때 경험은 후에 사업가로서 전후 이탈리아의 경제 성장에 기여하는데 영향을 주었다.

### 2차 대전
제2차 세계 대전이 발발했을 때 아녤리는 18살이었다. 전쟁 초기에는 토리노 대학교에 계속 재학하면서 법학 학위와 변호사라는 별명을 얻었다. 졸업 후에 피아트로 가는 대신, 가족들의 반대에도 1941년 이탈리아군에 입대했다. 대위로서 그는 북아프리카와 동부전선에서 싸우다 부상으로 후방으로 이송되었다. 이탈리아가 연합국으로 전향한 후에는 미군에 협조했다. 파시즘 정권 밑에서 복무한 사실 때문에 기소되지는 않았지만 전후 경영에 직접 참여하는 대신 피아트의 부회장직을 맡았다. 경영은 비토리오 발레타가 1967년 사망할 때까지 22년 동안 맡았다.
1945년 어머니가 교통 사고로 사망하고, 15일 후에 할아버지도 사망했다.

### 전후
1950년대 아녤리는 경영에서 물러나 코트다쥐르에 거주하며 예술과 파티, 스포츠카를 즐기며 살았다. 여러 여성들과 사귀던 그는 1952년 교통사고로 중상을 입은 후 만난 마렐라 카라시올로 디 카스타젠토(Marella Caracciolo di Castagneto)와 1953년 결혼했다. 나폴리의 귀족 가문 출신인 마렐라는 남편과 같이 예술에 관심이 많고 패션 스타일로 유명했다. 그녀는 트루먼 커포티를 포함한 많은 예술가들과 친분이 있었다.

## 스포츠

### 축구
1947년 25살 나이에 유벤투스의 회장에 취임해, 1954년 일정탓에 사임할 때까지 두 번 스쿠데토를 달았다. 아녤리는 사업으로 바쁜 일정 중에도 유벤투스 FC에 많은 관심을 쏟았다. 그는 클럽의 경영에 직접 참여했고, 자주 사전 예고 없이 훈련장을 방문했다.

### 모터스포츠
아녤리는 페라리 엔진이 장착된 피아트를 직접 몰고 다녔다. 납치와 테러가 잦은 납의 시대에도 그는 매일 직접 차를 몰고 출퇴근했다. 빠르고 거친 운전으로 유명했던 그는 "교통 사고보다 더 나쁘게 죽는 방법이 많다"고 말하기도 했다.

## 정치
아녤리는 한번도 정당에 가입하지 않았지만, 좌우를 가리지 않고 다양한 정당들과 밀접한 관계였다. 그는 전후 이탈리아 정치를 주도한 기독교민주당 뿐만 아니라 이탈리아 사회당, 이탈리아 사회민주당, 이탈리아 공화당 정치인들과 우호적이었다. 노사 분쟁에도 불구하고 이탈리아 공산당과도 원만한 관계였는데, 엔리코 베를링구에르와의 관계가 특히 그랬다. 베를링구에르와 다른 이탈리아 공산당원들은 유벤투스의 서포터이기도 했다.
그는 다른 국가의 사업가들보다 훨씬 큰 영향력을 행사했다. 그는 이탈리아에서 가장 중요한 기업인 피아트의 경영자인 동시에, 다양한 기업과 은행들에 영향력을 행사했다. 그는 이탈리아에서 가장 영향력 있는 신문들 중 두 곳인 스탐파와 코리에레 델라 세라의 사주이기도 했다. 정치와 기업의 경계가 모호한 이탈리아에서 그는 자신의 정치적 영향력으로 교통, 무역 정책을 피아트에 유리하게 바꿨다고 알려졌다.
이탈리아의 정치학자 프란코 파본첼로는 마니풀리테로 전후 이탈리아 정치권이 사실상 붕괴된 상황에서 신흥 부호 실비오 베를루스코니가 정권을 잡는데 도움을 주었다고 평가했다.

## 가족 관계

### 자녀
아녤리는 아내와 사이에서 자녀를 두 명 두었다. 장남인 에도아르도 아넬리는 결혼 후 7개월 후 1954년 뉴욕에서 태어났다. 가문의 사업에 무관심하고 적대적이기까지 했던 에도아르도는 신비주의에 심취해 일찌감치 후계자 자리에서 제외되었다. 프린스턴 대학교에서 동양 종교와 철학을 전공한 그는 영적인 경험을 위해 아시시와 인도, 이란, 케냐를 돌아다녔고, 인터뷰에서 가족들을 비난했다. 뉴욕에 거주할 때 이슬람교로 개종하고 마흐디로 개명했다. 그는 2000년 46세 나이에 다리에서 투신해 자살했다. 에도아르도는 결혼을 하거나 자녀를 두지 않았다.
장녀인 마르게리타 아녤리는 1955년 태어났다. 그녀는 두 번 결혼했다. 1975년과 1981년 사이 유대계 소설가인 알랭 엘칸와 결혼해, 둘 사이에서 존, 라포, 기네브라 세 자녀를 두었다. 독일의 귀족 가문 출신이자 피아트 직원이던 팔렌 자작과의 결혼에서는 다섯 자녀를 낳았다. 잔니 아녤리가 그녀와 엘칸 사이의 세 자녀에게만 상속을 했기 때문에, 마르게리타와 그녀의 다섯 자녀들은 상속 소송을 계속하고 있다.

### 가문
아녤리 가문은 정치적 영향력과 예술과 스포츠 후원으로 해외에서 "이탈리아의 케네디가"로 알려져 있다. 또한 케네디가의 저주처럼 많은 구성원들이 이른 나이에 기이한 죽음을 맞이한 것으로도 유명하다. 예를 들어 잔니 아녤리의 조카이자 후계자로 여겨지던 조반니 알베르토 아녤리는 1997년 32살 나이에 희귀한 위암으로 사망했다. 조반니의 이른 죽음으로 잔니 아녤리의 외손자인 존 엘칸이 경영권을 물려 받게 되었다. 2020년 현재 가문의 구성원 수는 200명 이상으로 알려졌다.

## 패션
아녤리는 젊은 시절부터 사업가로서 만큼이나 패션 아이콘으로 유명했고, 그가 시작한 트랜드들은 오늘날까지 영향을 주고 있다. 그를 '아이콘 중의 아이콘'으로 선정한 에스콰이어는 그의 스타일이 로버트 레드퍼드와 폴 뉴먼, 스티브 매퀸의 그것들을 합친 것보다 더 많이 모방되었다고 평가했다. 그는 넓은 옷깃과 슬림한 스타일로 정교하게 제작된 맞춤 정장을 즐겨 입었다. 캐주얼한 옷으로는 미국의 서부 스타일의 데님 재킷과 청바지를 많이 입었다.
그의 패션의 중요한 특징은 완벽한 모습을 추구하지 않고, 말끔하지 않은 모습을 보여줬다는 것이다. 한쪽에 쏠린 넥타이와 셔츠 위에 쓴 손목 시계, 정장과 같이 신은 가죽 부츠는 자연스럽고 자유분방한 그만의 스타일이 되었다.

## 사망
아녤리는 81세 나이로 2003년 토리노에서 전립선암으로 사망했다. 피아트는 후계자가 정리될 때까지 회장직은 동생인 움베르토가 맡을 거라고 발표했다. 스쿠데리아 페라리는 그를 기리기 위해 2003 시즌 포뮬러 원 차량인 F2003-GA에 그의 이름을 붙였다. 유벤투스와 이탈리아 축구 연맹도 추모에 참가했다. 2021년 그의 모습이 담긴 우표가 발행되었다.